# Gran icosidodecàedre xato invertit
En geometria, el gran icosidodecàedre xato invertit és un políedre uniforme no convex indexat com a U69. Té un símbol de Schläfli sr{5/3,3}.

## Coordenades cartesianes
Les coordenades cartesianes dels vèrtexs del gran icosidodecàedre xato invertit són totes les permutacions parells de
(±2α, ±2, ±2β),
(±(α−βτ−1/τ), ±(α/τ+β−τ), ±(−ατ−β/τ−1)),
(±(ατ−β/τ+1), ±(−α−βτ+1/τ), ±(−α/τ+β+τ)),
(±(ατ−β/τ−1), ±(α+βτ+1/τ), ±(−α/τ+β−τ)) i
(±(α−βτ+1/τ), ±(−α/τ−β−τ), ±(−ατ−β/τ+1)),
amb un nombre parell de signes positius, on
α = ξ−1/ξ
i
β = −ξ/τ+1/τ²−1/(ξτ),
onτ = (1+√5)/2 és la raó àuria i 
ξ és la solució real positiva més gran de ξ3−2ξ=−1/τ, o aproximadament 1.2224727.